# Sistem duodecimal

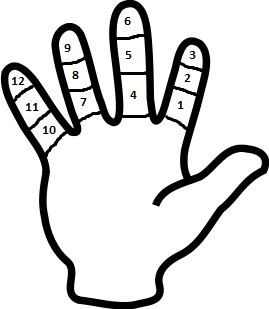
Metodă rusească de folosire a sistemului duodecimal

Sistemul duodecimal este un sistem de numerație pozițional în  baza 12.
Cu alte cuvinte, în acest sistem, numărăm în duzine și nu în zeci. Prin urmare, numărul doisprezece este scris 10, reprezentând o duzină și nici o unitate, în timp ce în baza 10, doisprezece ar fi scris 12 (pentru zece și două unități). Scrierea lui 12 într-un sistem duodecimal înseamnă, prin urmare, scrierea unei duzini și două unități, sau 14 în baza 10.
Acest sistem are unele avantaje față de sistemul zecimal dominant care funcționează în baza 10, prin faptul că vă permite să împărțiți la 2, 3, 4 și 6 (în loc de 2 și 5 pentru sistemul în baza 10). Numărul doisprezece este cel mai mic număr cu patru factori care nu sunt banali (2, 3, 4, 6), ceea ce face ca sistemul în baza 12 să fie mai plăcut și mai ușor de utilizat pentru calcule precum înmulțirea sau împărțirea.
Într-un sistem duodecimal, doisprezece este scris ca 10, dar există numeroase propuneri pentru scrierea lui zece și a lui unsprezece.
Exemple de folosire a bazei 12 - sunt cele douăsprezece luni ale anului, cele douăsprezece ore ale unui ceas (împărțirea nopții și a zilei în douăsprezece ore din Egiptul antic),, cele douăsprezece semne ale zodiacului. Este încă folosit în comerț (duzină, jumătate de duzină, un gros etc.)
O cifră duodecimală conține o cantitate de informație de {\displaystyle \log _{2}12\approx 3,585} bit.

## Notații

### Sistemul do-gro-mo
În acest sistem, se adaugă prefixul e- pentru fracții.
| Duodecimal | Not. | Zecimal     |
| ---------- | ---- | ----------- |
| 0,001      | emo  | 0,000578704 |
| 0,01       | egro | 0,006944444 |
| 0,1        | edo  | 0,083333333 |
| 1          | un   | 1           |
| 10         | do   | 12          |
| 100        | gro  | 144         |
| 1000       | mo   | 1728        |

Exemple de notații
- 1212 = 1410 (adică 1×12 + 2)
- 2612 = 3010 (2×12 + 6)
- 3012 = 3610 = 1006 (3×12)
- 5012 = 6010 (5×12)
- 6912 = 8110 (6×12 + 9)
- 7612 = 9010 (7×12 + 6)
- 8512 = 10110 (8×12 + 5)
- 10012 = 14410 (1×122)
- 16012 = 21610 = 10006 (1×122 + 6×121)
- 1A612 = 27010 (1×122 + 10×121 + 6)
- 26512 = 36510 (2×122 + 6×121 + 5)
- 29412 = 40010 = 10020 (2×122 + 9×121 + 4)
- 40012 = 57610 (4×122)
- 57612 = 81010 (5×122 + 7×121 + 6)
- 6B412 = 100010 (6×122 + 11×121 + 4)
- 90012 = 129610 = 100006 (9×122)
- 100012 = 172810 (1×123)
- 11A812 = 200010 (1×123 + 1×122 + 10×121 + 8)
- 245412 = 409610 = 100016 (2×123 + 4×122 + 5×121 + 4)
- 396912 = 656110 = 100009 (3×123 + 9×122 + 6×121 + 9)
- 460012 = 777610 = 1000006 (4×123 + 6×122)
- 476812 = 800010 = 100020 (4×123 + 7×122 + 6×121 + 8)
- 500012 = 864010 (5×123)
- 789A12 = 1336610 (7×123 + 8×122 + 9×121 + 10)
- 1000012 = 2073610 (1×124)
- 2300012 = 4665610 = 10000006 (2×124 + 3×123)

| Senar               | Zecimal          | Duodecimal       | Vigesimal      |
| ------------------- | ---------------- | ---------------- | -------------- |
| 140 + 50 = 230      | 60 + 30 = 90     | 50 + 26 = 76     | 30 + 1A = 4A   |
| 3430 - 213 = 3213   | 810 - 81 = 729   | 576 - 69 = 509   | 20A - 41 = 1G9 |
| 13132 - 140 = 12552 | 2000 - 60 = 1940 | 11A8 - 50 = 1158 | 500 - 30 = 4H0 |
| 1130 × 52 = 104000  | 270 × 32 = 8640  | 1A6 × 28 = 5000  | DA × 1C = 11C0 |
| 2400 ÷ 13 = 144     | 576 ÷ 9 = 64     | 400 ÷ 9 = 54     | 18G ÷ 9 = 34   |
| 3430 ÷ 13 = 230     | 810 ÷ 9 = 90     | 576 ÷ 9 = 76     | 20A ÷ 9 = 4A   |
| 220 = 30544         | 212 = 4096       | 210 = 2454       | 2C = A4G       |

### Puteri
- Senar: 10 = 2×3
- Zecimal: 10 = 2×5
- Duodecimal: 10 = 4×3 = 22×3
- Vigesimal: 10 = 4×5 = 22×5

| Exponent | Duodecimal                     | Echivalent în senar         | Echivalent în zecimal  | Echivalent în vigesimal |
| -------- | ------------------------------ | --------------------------- | ---------------------- | ----------------------- |
| 1        | o duzină: 10                   | 20                          | 12                     | C                       |
| 2        | un gros: 100                   | 202 = 400                   | 122 = 144              | C2 = 74                 |
| 3        | un gros mare: 1.000            | 203 = 12 000                | 123 = 1 728            | C3 = 468                |
| 4        | o duzină de groși mari: 10.000 | 204 = 240 000               | 124 = 20 736           | C4 = 2 BGG              |
| 5        | 100.000                        | 205 = 5.200 000             | 125 = 248 832          | C5 = 1B 21C             |
| 6        | 1.000.000                      | 2010 = 144 000 000          | 126 = 2.985 984        | C6 = ID 4J4             |
| 7        | 10 000 000                     | 2011 = 3 320 000 000        | 127 = 35 831 808       | C7 = B3I JA8            |
| 8        | 100 000 000                    | 2012 = 110 400 000 000      | 128 = 429 981 696      | C8 = 6 E77 E4G          |
| 9        | 1 000 000 000                  | 2013 = 2 212 000 000 000    | 129 = 5 159 780 352    | C9 = 40 C8C AHC         |
| A        | 10 000 000 000                 | 2014 = 44 2400 0000 0000    | 1210 = 61 917 364 224  | CA = 287 93A AB4        |
| B        | 100 000 000 000                | 2015 = 1325 2000 0000 0000  | 1211 = 743 008 370 688 | CB = 1 909 A26 6E8      |
| 10       | 1 000 000 000 000              | 20 = 30 544 000 000 000 000 | 12 = 8 916 100 448 256 | C = H 85E 17G 0CG       |
| -1       | 0,1                            | 0,03                        | 1/12                   | 1/C                     |
| -2       | 0,01                           | 0,0013                      | 1/144                  | 1/74                    |
| -3       | 0,001                          | 0,000043                    | 1/1728                 | 1/468                   |